# Мячково (Нижегородская область)

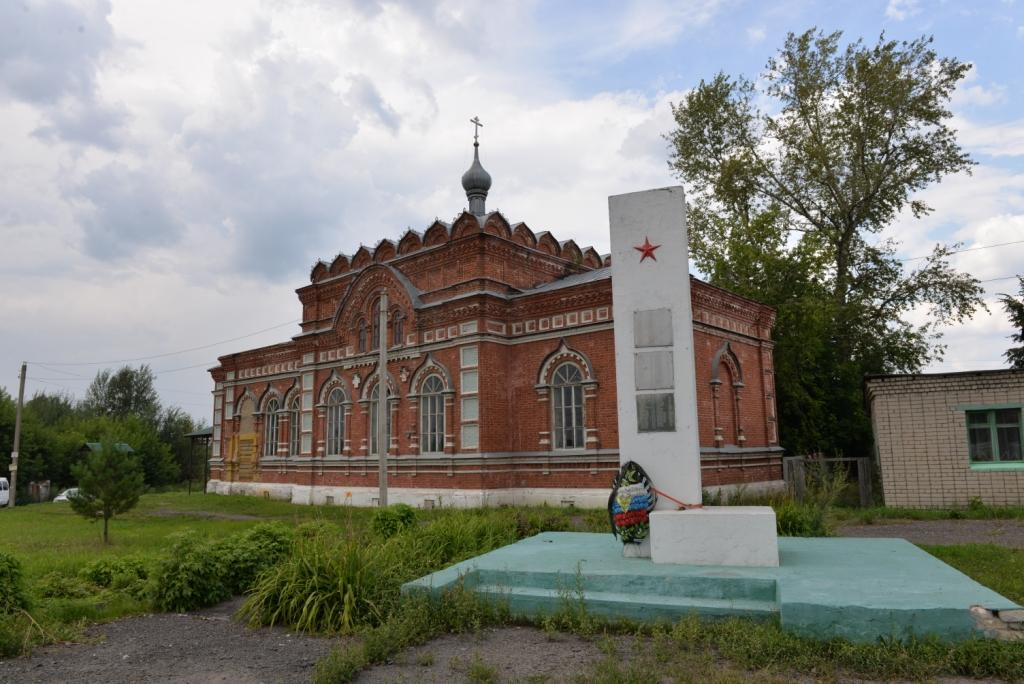
Храм в Мячково и обелиск погибшим землякам

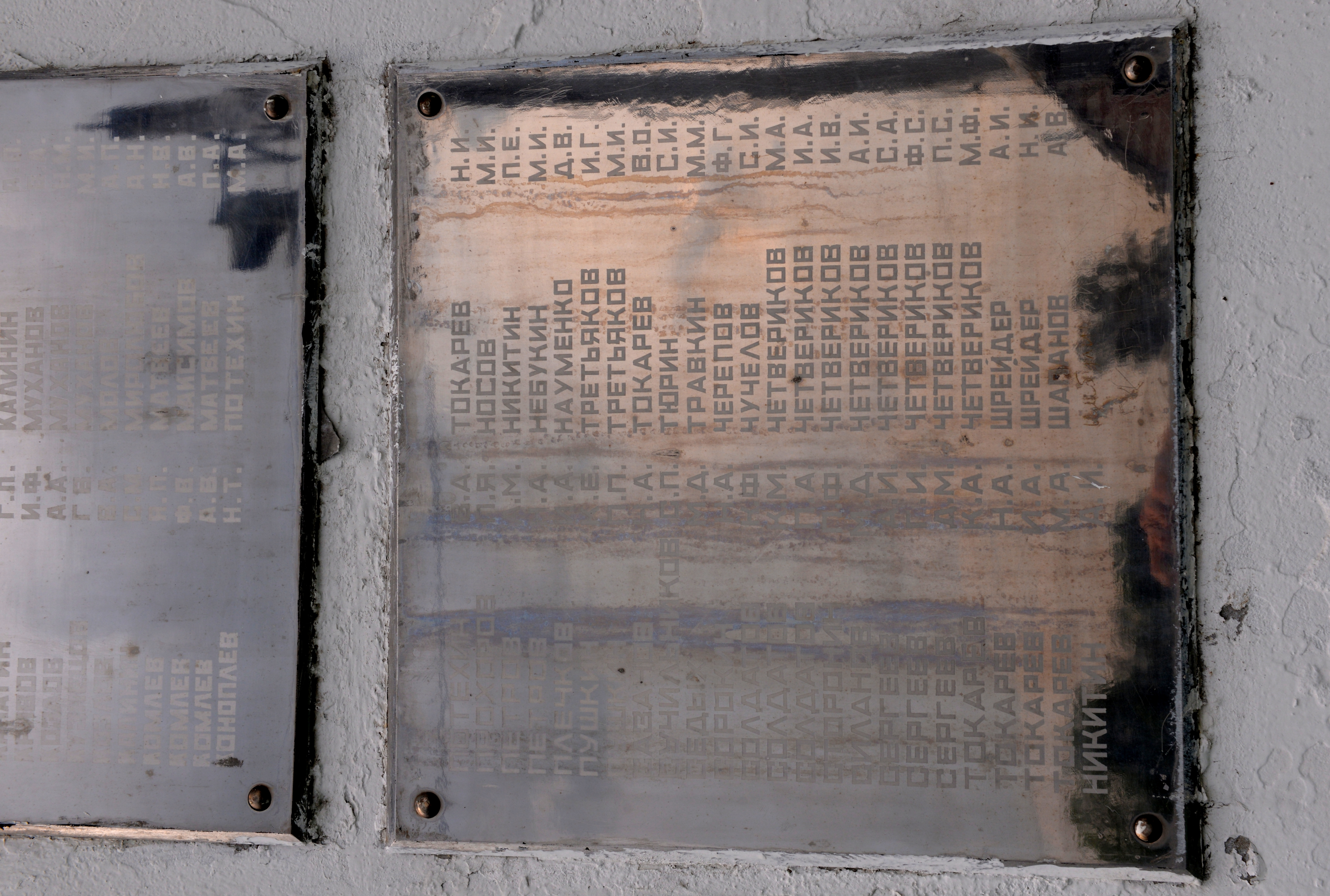
Одна из табличек на обелиске с фамилиями погибших в годы ВОВ жителей Мячковского сельского совета

Мячково — село в Володарском районе Нижегородской области, расположено на 342-м километре автодороги М7 «Волга». Входит в Ильинский сельсовет.

## История
Первое упоминание о монастырской слободке Мячково упоминается в летописях в 1352 году при основании Васильевского мужского монастыря, зависевшего от Суздальского Спасо-Евфимиевского монастыря. Василий Гаврилович Добронравов в «Историко-статистическом описании церквей и приходов Владимирской епархии» (1898 г.), опираясь на исторические акты, описывает создание монастыря так: «Когда преп. Евфимий отправлялся в Суздаль из Нижегородской Печерской обители для устроения Спасского монастыря, то на пути прельстился близ Гороховца пустынным местом, окружённым лесом и водою, построил здесь церковь во имя св. Василия Великого и „общее житие устрои“. В том же труде Добронравов описывает состояние монастыря в 1628 году: В Гороховецком уезде … за р. Клязьмою монастырь, а при нём церковь Василия Кесарийского деревянная, … да 4 кельи да двор монастырский, в нём живут рыболовы, слободка монастырская Мячкова на озере Мячковом, в ней 4 дв. крестьянских, да в той же слободке живут беспашенные бобыли монастырские, ловят рыбу и на суда наймутся, их 14 дворов». В 1679 году из-за ветхости деревянной церкви было испрошено разрешение патриарха Иоакима на постройку новой каменной церкви — пятиглавой, с деревянной колокольней и крытой галереей.
В 1418 году нижегородский князь Александр Иванович грамотой закрепил за монастырем судебную власть Спасо-Евфимиевского монастыря и освободил монастырских людей от пошлин и повинностей бессрочно, а в 1462 году московские князья Василий Васильевич и Иван Васильевич ограничили в монастырских деревнях власть Гороховецких волостителей и сборщиков налогов, тем самым способствовав дальнейшему развитию территории.
По клировой ведомости 1879 года в казённой слободке Мячковой числилось:
- 65 крестьянских дворов — 218 душ мужского пола и 262 женского,
- 2 мещанских двора — 11 душ мужского пола и 19 душ женского;
- 30 отставных солдат и 42 солдатки;
- раскольников спасового согласия — 5 душ женского пола;
- раскольников поморского согласия — 1 душа мужского пола и 10 душ женского[4].

Приход в 1898 году состоял из слободы Мячково и деревень Соловьёва, Чичирева, Объезда и Щалапина, в которых по клировым ведомостям за 1897 год числилось 742 души мужского пола и 161 — женского.
С 1944 по 1959 годы входило в Володарский район, с 1959 по 1963 годы — в Дзержинский район, с 1963 по 1986 годы — в Богородский район Горьковской области, куда вошло из Гороховецкого района Ивановской Промышленной области. До 1929 года — центр Мячковской волости Гороховецкого уезда Владимирской губернии.
До 1985 года входило в Дзержинский район Горьковской области.

## Население
| 1859 | 1905 |
| ---- | ---- |
| 468  | 593  |

| 1859 | 1905 | 1926 | 1999 | 2002 | 2010 |
| ---- | ---- | ---- | ---- | ---- | ---- |
| 468  | ↗593 | ↘400 | ↘220 | ↘187 | ↗207 |

## Школа
Школа была основана в 1862 году благодаря стараниям священника Алексея Померанцева. Согласно «Докладу членов Губернского училищного совета от Земства А. П. Смирнова и Г. В. Тюрикова о состоянии начальных народных училищ Владимирской губернии» за 1883 год, помещение школы деревянное, «по свету и теплоте удобное; квартира учителю есть; классных комнат одна». Учащихся на 1 января 1883 года было 51 — 42 мальчика и 9 девочек, в основном дети крестьян в возрасте от 7 до 13 лет. Изучаемые предметы: Закон Божий, русский язык, арифметика, славянский язык. Также преподавалось пение, при школе был свой хор.

## Развитие
Жители слободки занимались сельским хозяйством, нанимались в качестве угольщиков, пильщиков, котельщиков, плотников. Было развито садоводство и огородничество (капуста, огурцы, малина, вишня, яблоки).
Заливные луга в пойме реки Клязьмы обеспечивали много сена для скота. С 1 марта 1912 года в слободке функционировал племенной рассадник красного тирольского скота, для которого в 1915 году был построен «специальный скотный двор по датскому типу». До этого быки содержались у местных крестьян, которые за это получали особую плату. Было развито производство молока и молочных продуктов.
В середине XIX века сильный пожар уничтожил почти все дома, и село было заново отстроено на новом месте, переместившись с берега Мячковского озера ближе к Нижегородскому тракту.
Поскольку жители Мячкова работали на царский стол, здесь не существовало помещичьей власти и фактически отсутствовало крепостное право, это определило особый уклад жизни. Все внутренние проблемы общины решались группой старейшин, а связь с государством ограничивалась улатой налогов и набором юношей для службы в армии. Местные купцы имели обширные связи, простиравшиеся до Астрахани, Иркутска и Риги. Сельчане активно занимались отхожими промыслами, работая на котельных и судостроительных заводах Гороховца, Нижнего Новгорода, Баку, Таганрога и других городов. Крестьяне, имея больше свободы, активно обменивались опытом земледелия и скотоводства с другими районами России, энтузиасты пропагандировали передовой опыт, проводя занятия с сельчанами. В селе постоянно устраивались сельскохозяйственные выставки, лучшие представляли село на выставках в Москве. Были также мастера высокого класса по сыроварению на местном маслозаводе. Население Мячкова отличалось сплошной грамотностью, что являлось редкостью для царской России. Был сельский струнный оркестр, устраивались спектакли, даже во время войны концерты проводились регулярно и пользовались успехом. В селе функционировало несколько молельных домов, представляющих разные староверческие направления православной веры. В окрестностях периодически чистились леса, луга, озёра, дороги, мосты содержались в образцовом порядке. Скот содержался в тёплых, чистых постройках, чистота дворов и улиц была предметом особой гордости.
Мячковский колхоз был одним из лучших и в послевоенное время. В период с 1954 по 1956 год стоимость трудодня возросла с 20 копеек до 12 рублей. За победы в сельхозвыставках ВСХВ в награду был получен автомобиль ГАЗ-51, участники награждались медалями, дипломами, грамотами. Неплохой доход колхозу приносил кустарный промысел, изготавливались тележные колёса и санные полозья из дуба.
В 1959 году произошла реорганизация колхозов Володарского района, в ходе которой из 9 колхозов образовали совхоз «Ильинский». Совхоз стал крупным многоотраслевым сельхозпредприятием, обеспечивающим города Горький и Дзержинск молоком, мясом, картофелем, овощами. Первым директором совхоза «Ильинский» стал бывший председатель Мячковского колхоза В. В. Баталов. Несмотря на это, Мячковский колхоз, объединившись с отстающими хозяйствами, оказался в невыгодном положении, сказывалась также и отдаленность от центральной усадьбы (посёлок Ильино), вскоре совхоз «Ильинский» стал убыточным и числился в отстающих до 1985 года, это отрицательно сказалось и на мячковском сельском хозяйстве. Для своих работников совхоз построил в северной части села несколько каменных многоквартирных жилых домов.